# 72街車站 (第二大道線)
72街車站（英語：72nd Street station）是紐約地鐵第二大道線第一期的地鐵站，位於曼哈頓上東城第二大道及72街交界，於2017年1月1日啟用，設有Q線（任何時候停站）與N線（尖峰時段）列車服務。此站是第二大道線最南端的車站，車站以南，BMT 63街線轉向西前往萊辛頓大道-63街車站，以及一個預留作未來延長至第二大道-豪斯頓街車站與漢諾威廣場的鐘口。

## 車站結構
| G         | 街道                | 出入口                                                                                   |
| B1        | 上層地面（1號出口） | 扶手電梯及樓梯前往1號出口，及扶手電梯往下夾層                                            |
| B2        | 下夾層              | 扶手電梯及樓梯往月台 升降機群位於第二大道及72街東南角大樓內                              |
| B2        | 下夾層              | 閘機、車站詢問處、MetroCard自動售票機                                                    |
| B3 月台層 | 南行                | 經布萊頓往康尼島-斯提威爾大道（尖峰時段 經海灘往康尼島-斯提威爾大道）（萊辛頓大道-63街） |
| B3 月台層 | 島式月台，左側開門  |                                                                                          |
| B3 月台層 | 北行                | （尖峰時段） 往96街（86街）                                                              |

72街車站設有Q線（任何時候停站）與N線（尖峰時段）列車服務。它設有一個島式月台和兩條軌道。與其他第二大道線車站相同，此站比其他大部份紐約地鐵地下車站寬。其建築與其他第二大道線車站一同由MTA資金建設主席Michael Horodniceanu博士比較，猶如華盛頓地鐵站一般。月台大約99英呎（30公尺）深。72街車站月台與其他第二大道線車站一樣寬27.8英呎。
車站設有空調系統，確保在夏天時比其他地鐵站涼快華氏10度（攝氏6度）。因此車站需要設置大型通風系統和輔助建築，而不設傳統地鐵柵欄。車站亦按現時防火標準設計，大部分現存車站皆無防火標準。另外，車站設有混凝土防水墊和溝渠以便防水。
72街車站曾設計為兩個島式月台和三條軌道，但在興建前受建設費影響縮減至一個島式月台和兩條軌道。另外，車站的寬度亦由100英呎收窄至70英呎。
車站南北皆設有剪式橫渡線。另外，途經車站南端的南渡線後設有G3和G4軌道立體交匯前往BMT 63街線。車站洞穴連同兩個剪式橫渡線長1300英呎。車站以南預留了第二大道線繼續經第二大道南延的空間。屆時軌道會跨過連接BMT 63街線到第二大道線上城S2軌道的G4軌道。